# Бірюков Владлен Єгорович
Владлен Єгорович Бірюков (7 березня 1942, Ніконово — 2 вересня 2005, Бердськ) — радянський і російський актор театру і кіно. Народний артист Російської Федерації (2002). Лауреат Державної премії СРСР (1979). 

## Біографія
Владлен Бірюков народився в селі Ніконово Новосибірської області. Після школи працював на Бердськом радіозаводі, служив в армії. 
У 1966 році, після закінчення Новосибірського театрального училища, став актором Новосибірського ТЮГу. З 1971 року служив в театрі «Червоний факел».
Помер 2 вересня 2005 року в Бердське. Похований на міському кладовищі, поряд з могилою матері. 

## Нагороди і премії
- Державна премія СРСР (1979) — за виконання ролі Яківа Алейникова в телесеріалі «Вічний поклик».
- Державна премія РРФСР імені братів Васильєвих (1984) — за виконання ролі Павла Тихонова у фільмі «Наказ: Перейти кордон» (1982)
- Народний артист Російської Федерації (2002)
- Заслужений артист РРФСР (1983)
- Медаль ордена «За заслуги перед Вітчизною» II ступеня (1996)

## Пам'ять
У Новосибірську встановлено меморіальну дошку на стіні будинку, де проживав актор (вул. Сибірська, 51).
У серпні 2015 року на малій батьківщині Владлена Бірюкова, в селі Ніконово Маслянинського району, було відкрито будинок-музей Владлена Бірюкова.
У вересні 2016 року в Бердске відкрився меморіальний музей актора.